# Dzmitryj Lisakowicz
Dzmitryj Michajławicz Lisakowicz (biał. Дзмітрый Міхайлавіч Лісаковіч, ros. Дмитрий Михайлович Лисакович, Dmitrij Michajłowicz Lisakowicz; ur. 10 października 1999 w Mińsku) – białoruski piłkarz i futsalista, grający w białoruskim klubie Tarpieda-BiełAZ Żodzino.